# Environmental Health Perspectives
Environmental Health Perspectives, abgekürzt Environ. Health Perspect., ist eine wissenschaftliche Fachzeitschrift, die vom National Institute of Environmental Health Sciences (NIEHS) veröffentlicht wird. Die erste Ausgabe erschien im April 1972. Die Zeitschrift erscheint monatlich. Die Zeitschrift veröffentlicht Artikel aus einem multidisziplinären Bereich: Es werden Artikel aus dem Bereich der Grundlagenforschung, der Epidemiologie, der Risikobewertung, der Rechtswissenschaften sowie der Politik veröffentlicht. Die Zeitschrift gewährt einen offenen und kostenfreien Zugang zu allen Artikeln (Open Access).
Der Impact Factor der Zeitschrift lag im Jahr 2021 bei 11,035.